# Underwriters Laboratories

UL (abréviation de Underwriters Laboratories) est une compagnie indépendante américaine de consultance et de certification de sécurité des produits (comme Technischer Überwachungsverein). 
La marque UL, une certification délivrée par Underwriters Laboratories, est un label qui garantit la conformité d’un produit aux exigences de sécurité et de qualité applicables aux États-Unis et au Canada en vue de sa libre circulation sur les marchés internationaux.
La certification UL a un caractère volontaire même si elle est exigée pour de nombreux produits électriques et électroniques, représentant une garantie pour les consommateurs. Un produit certifié UL signifie que le laboratoire indépendant UL effectue des audits réguliers et continus chez les fabricants et des essais sur des échantillons représentatifs de ces produits afin de vérifier leur conformité aux exigences établies par les normes en vigueur.